# فهرست رئیسان پلیس ارمنستان
در زیر فهرست رئیسان پلیس جمهوری ارمنستان (به انگلیسی: Հայաստանի Հանրապետության ոստիկանության պետերի) آورده شده است:

## نخستین جمهوری ارمنستان
| # | تصویر | نام                   | پذیرش پست    | ترک پست      |
| - | ----- | --------------------- | ------------ | ------------ |
|   |       | آرام مانوکیان         | ژوئیه ۱۹۱۸   | ژانویه ۱۹۱۹  |
|   |       | آلکساندر خاتیسیان     | فوریه ۱۹۱۹   | اوت ۱۹۱۹     |
|   |       | آبراهام گیولخاندانیان | اوت ۱۹۱۹     | مه ۱۹۲۰      |
|   |       | روبن تر-میناسیان      | مه ۱۹۲۰      | سپتامبر ۱۹۲۰ |
|   |       | سارگیس آراراتیان      | سپتامبر ۱۹۲۰ | نوامبر ۱۹۲۰  |
|   |       | سیمون وراتسیان        | نوامبر ۱۹۲۰  | دسامبر ۱۹۲۰  |

## ارمنستان شوروی

### کمیسر خلق امور داخلی ارمنستان شوروی
| # | تصویر | نام                                | پذیرش پست   | ترک پست      |
| - | ----- | ---------------------------------- | ----------- | ------------ |
|   |       | ایساک دُولاتیان                     | آوریل ۱۹۲۱  | آوریل ۱۹۲۱   |
|   |       | پوغوس ماکینتسیان                   | آوریل ۱۹۲۱  | ژوئیه ۱۹۲۱   |
|   |       | آویس نوریجانیانhy:Ավիս Նուրիջանյան | ژوئیه       | اوت ۱۹۲۱     |
|   |       | شاوارش آمیرخانیان                  | اوت ۱۹۲۱    | مه ۱۹۲۴      |
|   |       | هوهانس دورگاریان                   | مه ۱۹۲۴     | ژوئیه ۱۹۲۷   |
|   |       | سرگئی ملیک-هوسپیان                 | ژوئیه ۱۹۲۷  | دسامبر ۱۹۲۸  |
|   |       | ستراک مارگاریان                    | فوریه ۱۹۲۹  | نوامبر ۱۹۲۹  |
|   |       | هایک پطروسیان                      | نوامبر ۱۹۲۹ | مه ۱۹۳۰      |
|   |       | ستراک اوتیان                       | مه ۱۹۳۰     | اکتبر ۱۹۳۰   |
|   |       | آرمناک آبولیان                     | دسامبر ۱۹۳۰ | ژوئیه ۱۹۳۴   |
|   |       | خاچیک موقدوسی                      | ژوئیه ۱۹۳۴  | سپتامبر ۱۹۳۷ |
|   |       | ویکتور خووروستیان                  | نوامبر ۱۹۳۷ | مارس ۱۹۳۹    |
|   |       | آلکسی کوروتکوف                     | مارس ۱۹۳۹   | مارس ۱۹۴۱    |

### -
| # | تصویر | نام                | پذیرش پست   | ترک پست      |
| - | ----- | ------------------ | ----------- | ------------ |
|   |       | گئورگی مارتیروسوف  | مارس ۱۹۴۱   | مه ۱۹۴۳      |
|   |       | ایوان ماتئوسوف     | مه ۱۹۴۳     | اوت ۱۹۴۷     |
|   |       | خورن گریگوریان     | اوت ۱۹۴۷    | مارس ۱۹۵۳    |
|   |       | گئورگی مارتیروسوف  | مارس ۱۹۵۳   | آوریل ۱۹۵۴   |
|   |       | پیوتر پیسکونوف     | آوریل ۱۹۵۴  | اوت ۱۹۵۷     |
|   |       | هایک ملکونیان      | اوت ۱۹۵۷    | اوت ۱۹۶۱     |
|   |       | سرگئی آرزومانیان   | اوت ۱۹۶۱    | دسامبر ۱۹۶۸  |
|   |       | ولادیمیر داربینیان | دسامبر ۱۹۶۸ | سپتامبر ۱۹۷۴ |
|   |       | یوگنی پاتالوف      | دسامبر ۱۹۷۴ | نوامبر ۱۹۸۳  |
|   |       | هایکاز شاهینیان    | نوامبر ۱۹۸۳ | ژوئن ۱۹۸۸    |
|   |       | هوسیک هاروتیونیان  | ژوئن ۱۹۸۸   | مه ۱۹۹۰      |
|   |       | لوون گالستیان      | ژوئن ۱۹۹۰   | اوت ۱۹۹۰     |
|   |       | کارلوس قازاریان    | اوت ۱۹۹۰    | مارس ۱۹۹۱    |

## جمهوری ارمنستان

### وزیر امور داخلی
| # | تصویر | نام             | پذیرش پست    | ترک پست      |
| - | ----- | --------------- | ------------ | ------------ |
|   |       | کارلوس قازاریان | اوت ۱۹۹۰     | مارس ۱۹۹۱    |
|   |       | آشوت مانوچاریان | مارس ۱۹۹۱    | دسامبر ۱۹۹۱  |
|   |       | والری بوغوسیان  | دسامبر ۱۹۹۱  | فوریه ۱۹۹۲   |
|   |       | وانو سیرادغیان  | فوریه ۱۹۹۲   | نوامبر ۱۹۹۶  |
|   |       | سرژ سارگسیان    | نوامبر ۱۹۹۶  | ۱۵ ژوئن ۱۹۹۹ |
|   |       | سورن آبراهامیان | ۱۵ ژوئن ۱۹۹۹ | نوامبر ۱۹۹۹  |
|   |       | هایک هاروتیویان | نوامبر ۱۹۹۹  | دسامبر ۲۰۰۱  |

### رئیسان پلیس
| # | تصویر | نام                | پذیرش پست             | ترک پست         |
| - | ----- | ------------------ | --------------------- | --------------- |
|   |       | هایک هاروتیونیان   | ۱ ژانویه ۲۰۰۳         | ۳۰ مه ۲۰۰۸      |
|   |       | آلیک سارگسیان      | ۲۹ مه ۲۰۰۸            | ۱ نوامبر ۲۰۱۱   |
|   |       | ولادیمیر گاسپاریان | ۱ نوامبر ۲۰۱۱         | مه ۲۰۱۸         |
|   |       | والری اوسپیان      | ۱۰ مه ۲۰۱۸            | ۱۸ سپتامبر ۲۰۱۹ |
|   |       | آرمن سارگسیان      | ۱۹ مارس ۲۰۱۹ (سرپرست) | ؟               |
|   |       | واهه قازاریان      | ۸ ژوئن ۲۰۲۰           | اکنون           |